# 腺毛蒿
腺毛蒿（学名：Artemisia viscida）为菊科蒿属的植物。分布于巴基斯坦以及中国大陆的四川、甘肃、青海、西藏等地，生长于海拔2,400米至4,100米的地区，多生于灌丛或高山草原地区，目前尚未由人工引种栽培。